# Geografía de la Antártida
La geografía de la Antártida está dominada por su ubicación en el polo sur y, por tanto, por el hielo. El continente antártico, ubicado en el hemisferio sur de la Tierra, está centrado asimétricamente alrededor del Polo Sur y en gran parte al sur del Círculo Antártico. Está bañada por el océano Antártico o, según la definición, los océanos Pacífico Sur, Atlántico e Índico. Tiene una superficie de más de 14.2 millones de km².
Alrededor del 98 % de la Antártida está cubierta por la capa de hielo antártica, el indlandsis más grande del mundo y también su mayor reserva de agua dulce. Con un promedio de al menos 1,6 km de espesor, el hielo es tan masivo que ha deprimido el lecho de roca continental en algunas áreas más de 2,5 km por debajo del nivel del mar; También se encuentran lagos subglaciales de agua líquida (por ejemplo, el lago Vostok). Las plataformas y elevaciones de hielo pueblan la capa de hielo en la periferia.
En septiembre de 2018, investigadores de la Agencia Nacional de Inteligencia Geoespacial publicaron un mapa del terreno de alta resolución (detalle hasta el tamaño de un automóvil, y menos en algunas áreas) de la Antártida, denominado "Modelo de elevación de referencia de la Antártida " (REMA).

## Regiones

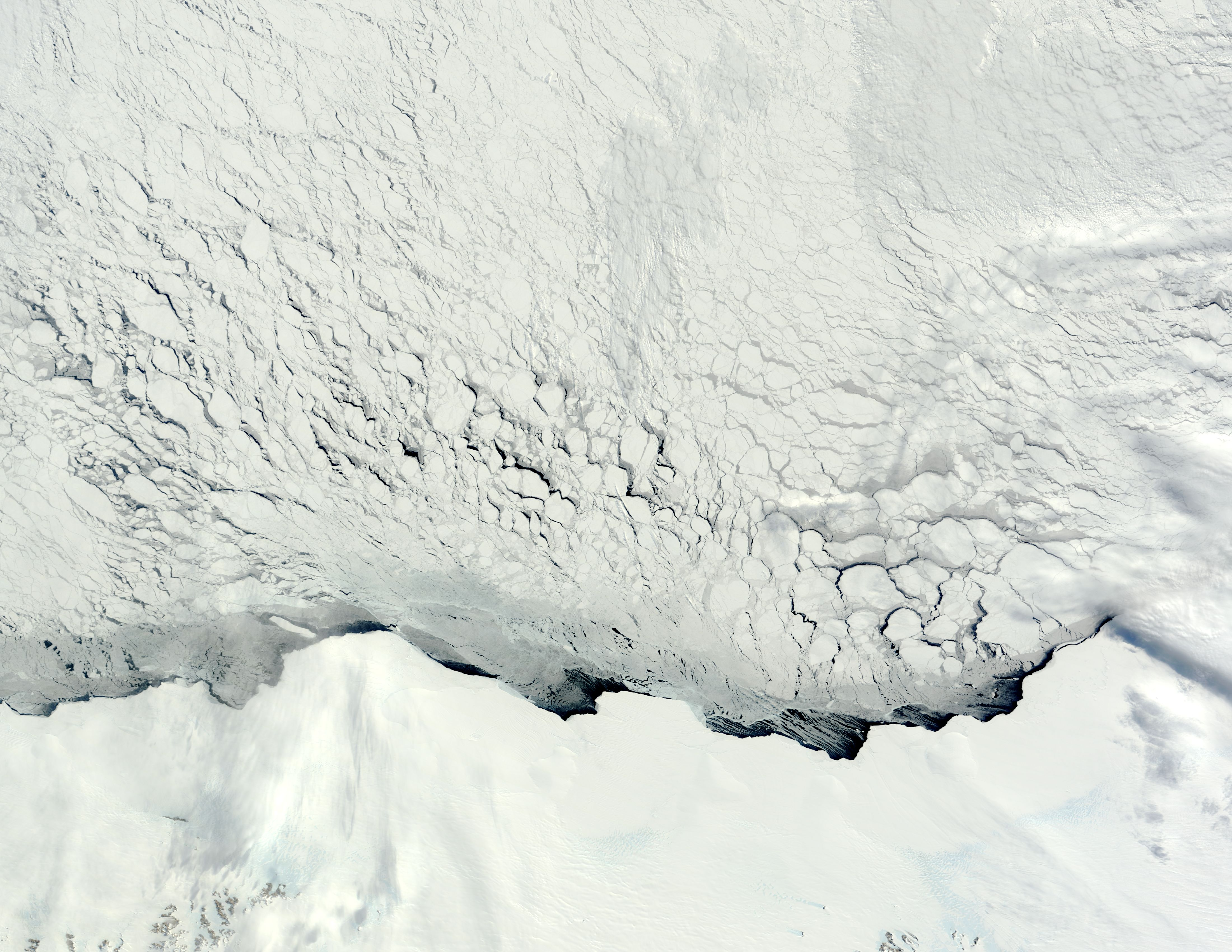
Las costas de la Princesa Astrid y de la Princesa Ragnhild

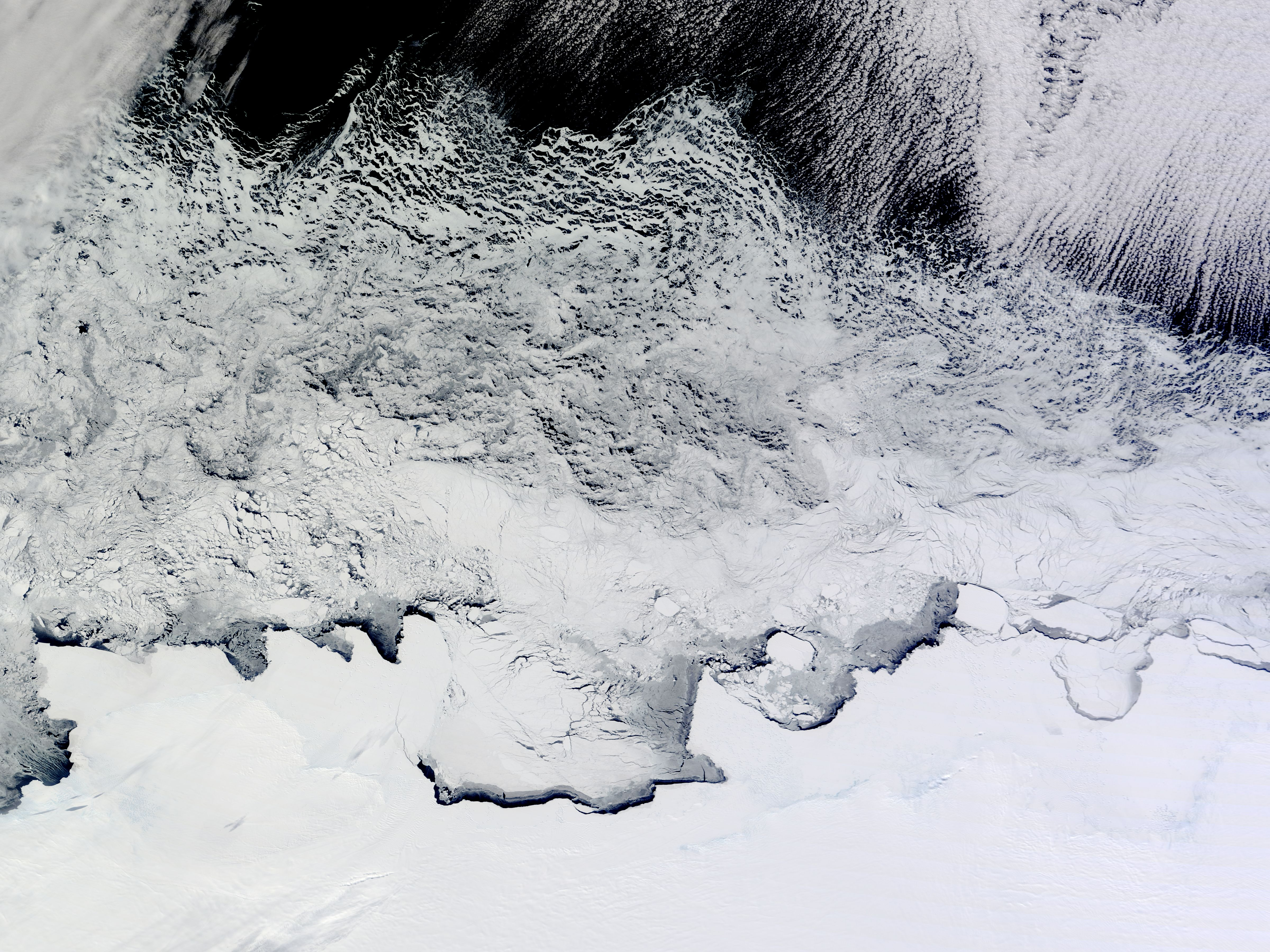
Las costas Banzare, Sabrina y Budd Law

Físicamente, la Antártida está dividida en dos por Montañas Transantárticas cerca del cuello entre el Mar de Ross y el Mar de Weddell. La Antártida occidental y la Antártida oriental corresponden aproximadamente a los hemisferios oriental y occidental en relación con el meridiano de Greenwich . Algunos han considerado este uso como eurocéntrico, y en ocasiones se prefieren los términos alternativos Antártida menor y Antártida mayor (respectivamente).
La Antártida Menor está cubierta por la capa de hielo de la Antártida occidental. Ha habido cierta preocupación acerca de esta capa de hielo, porque existe una pequeña posibilidad de que colapse. Si lo hiciera, los niveles del océano subirían unos pocos metros en un período de tiempo muy corto.

## Volcanes
Los volcanes que se encuentran debajo de las capas de hielo de los glaciares se conocen con el término de volcanes subglaciales. Un artículo publicado en 2017 afirma que los investigadores de la Universidad de Edimburgo descubrieron recientemente 91 nuevos volcanes debajo de la capa de hielo de la Antártida, que se suman a los 47 volcanes que ya se conocían. Hasta 2017, se habían identificado 138 posibles volcanes en la Antártida Occidental. Existe un conocimiento limitado sobre los volcanes de la Antártida occidental debido a la presencia de la capa de hielo que cubre en gran medida el sistema de rift de la Antártida Occidental, un probable centro de actividad volcánica. Los investigadores tienen dificultades para identificar correctamente la actividad volcánica debido a esta amplia capa de hielo.
La Antártida Oriental es significativamente más grande que la Antártida Occidental y, de manera similar, permanece sin explorarse en términos de su potencial volcánico. Si bien hay algunos indicios de actividad volcánica bajo el indlandsis de la Antártida Oriental, no hay una cantidad significativa de información actual sobre el tema.
El monte Erebus es uno de los sitios más notables en el estudio del vulcanismo antártico, ya que es el sitio volcánico históricamente activo más austral del planeta.
La isla Decepción es otro volcán antártico activo. Es una de las áreas más protegidas de la Antártida, dada su situación entre las islas Shetland del Sur y la Península Antártica. Como el volcán más activo de la península antártica, se ha estudiado de cerca desde su descubrimiento inicial en 1820.
Hay cinco volcanes en el continente de la Antártida que se consideran activos sobre la base de la actividad fumarólica observada o depósitos de tefra "recientes": el monte Melbourne (2730 m) (74° 21'S., 164° 42'E.), un estratovolcán; el monte Berlín (3500 m) (76° 03'S., 135° 52'W.), un estratovolcán; el monte Kauffman (2365 m) (75° 37'S., 132° 25'W.), un estratovolcán; el monte Hampton (3325 m) (76 ° 29'S., 125 ° 48'W.), una caldera volcánica y el monte Rittmann (2600 m) (73,45° S 165,5 ° E), una caldera volcánica.
Varios volcanes en islas cercanas a la costa tienen registros de actividad histórica. Erebus (3795 m), un estratovolcán en la isla Ross con 10 erupciones conocidas y una erupción sospechada. En el lado opuesto del continente, isla Decepción (62° 57'S., 60° 38'W.), una caldera volcánica con 10 erupciones conocidas y 4 sospechadas, ha sido la más activa. Isla Buckle en las islas Balleny (66° 50'S., 163° 12'E.), isla Pingüino (62° 06'S., 57 ° 54'W.), isla Paulet (63° 35'S., 55 ° 47'W. ), y la isla Lindenberg (64° 55'S., 59° 40'W.) también se consideran activas. En 2017, los investigadores de la Universidad de Edimburgo descubrieron 91 volcanes submarinos bajo la Antártida Occidental.

### Tierra de Marie Byrd
La tierra de Marie Byrd es una porción increíblemente grande de la Antártida Occidental, que consiste en el Área debajo de la Península Antártica. La tierra de Marie Byrd es una gran formación de roca volcánica, caracterizada por dieciocho volcanes expuestos y subglaciales. Dieciséis de ellos están completamente cubiertos por la capa de hielo antártica. No se han registrado erupciones de ninguno de los volcanes en esta área, sin embargo, los científicos creen que algunos de los volcanes pueden estar potencialmente activos.

### Actividad
Los científicos e investigadores debaten si los 138 posibles volcanes identificados están activos o inactivos. Es muy difícil decirlo definitivamente, dado que muchas de estas estructuras volcánicas están enterradas bajo varios kilómetros de hielo. Sin embargo, las capas de ceniza dentro de la capa de hielo de la Antártida Occidental, así como las deformaciones en la superficie del hielo indican que el sistema de rift de la Antártida Occidental podría estar activo y contener volcanes en erupción. Además, la actividad sísmica en la región apunta a un movimiento de magma debajo de la corteza, un signo de actividad volcánica. A pesar de esto, sin embargo, todavía no hay evidencia definitiva de volcanes actualmente activos.
El vulcanismo subglacial se caracteriza a menudo por el deshielo y el agua subglacial. Aunque existen otras fuentes de agua subglacial, como el calor geotérmico, casi siempre es una condición de vulcanismo. Los científicos siguen sin estar seguros de la presencia de agua debajo de la capa de hielo de la Antártida occidental, y algunos afirman haber encontrado evidencia que indica la existencia.

### Condiciones de formación
En la Tierra de Marie Byrd de la Antártida Occidental, los volcanes se componen típicamente de lava alcalina y basáltica. A veces, los volcanes son de composición completamente basáltica. Debido a la similitud geográfica de la Tierra de Marie Byrd, se cree que los volcanes en el sistema del rift de África Occidental también están compuestos de basalto.
Los volcanes basálticos por encima del hielo, también conocidos como volcanes basálticos subaéreos, generalmente se forman en forma de cono ancho y alto. Dado que se forman a partir de la acumulación repetida de magma líquido procedente del centro, se extienden ampliamente y crecen hacia arriba con relativa lentitud. Sin embargo, los volcanes de la Antártida occidental se forman debajo de las capas de hielo y, por lo tanto, se clasifican como volcanes subglaciales. Los volcanes subglaciales que son monogenéticos son estructuras mucho más estrechas, más empinadas y con cumbres planas. Los volcanes subglaciales poligenéticos tienen una variedad más amplia de formas y tamaños debido a que están formados por muchas erupciones diferentes. A menudo, tienen más forma de cono, como estratovolcanes.

### Riesgos

#### Ceniza peligrosa
Poco se ha estudiado sobre las implicaciones de las cenizas volcánicas de erupciones dentro del Círculo Antártico. Es probable que una erupción en latitudes más bajas cause peligros para la aviación y la salud mundial debido al desembolso de cenizas. La circulación de aire en el sentido de las agujas del reloj alrededor del sistema de baja presión en el Polo Sur empuja el aire hacia arriba, enviando hipotéticamente cenizas hacia las corrientes en chorro estratosféricas y, por lo tanto, dispersándolas rápidamente por todo el mundo.

#### Derretimiento de hielo
En 2017, un estudio encontró evidencia de actividad volcánica subglacial dentro de la capa de hielo de la Antártida Occidental. Esta actividad representa una amenaza para la estabilidad de la capa de hielo, ya que la actividad volcánica conduce a un mayor deshielo. Esto posiblemente podría hundir la capa de hielo de la Antártida occidental en un ciclo de retroalimentación positiva de aumento de las temperaturas y aumento del derretimiento.

## Cañones
Hay tres grandes cañones que se extienden por cientos de kilómetros y atraviesan altas montañas. Ninguno de los cañones es visible en la superficie nevada del continente, ya que están enterrados bajo cientos de metros de hielo. El más grande de los cañones se llama Foundation Trough y tiene más de 350 km de largo y 35 km de ancho. La depresión de Patuxent tiene más de 300 km de largo y más de 15 km de ancho, mientras que la cuenca de Offset Rift tiene 150 km de largo y 30 km de ancho. Todos estos tres canales se encuentran debajo y cruzan la llamada "división de hielo", la alta cadena de hielo que se extiende desde el Polo Sur hacia la costa de la Antártida Occidental.

## Antártida occidental

Antártida occidental a la izquierda.

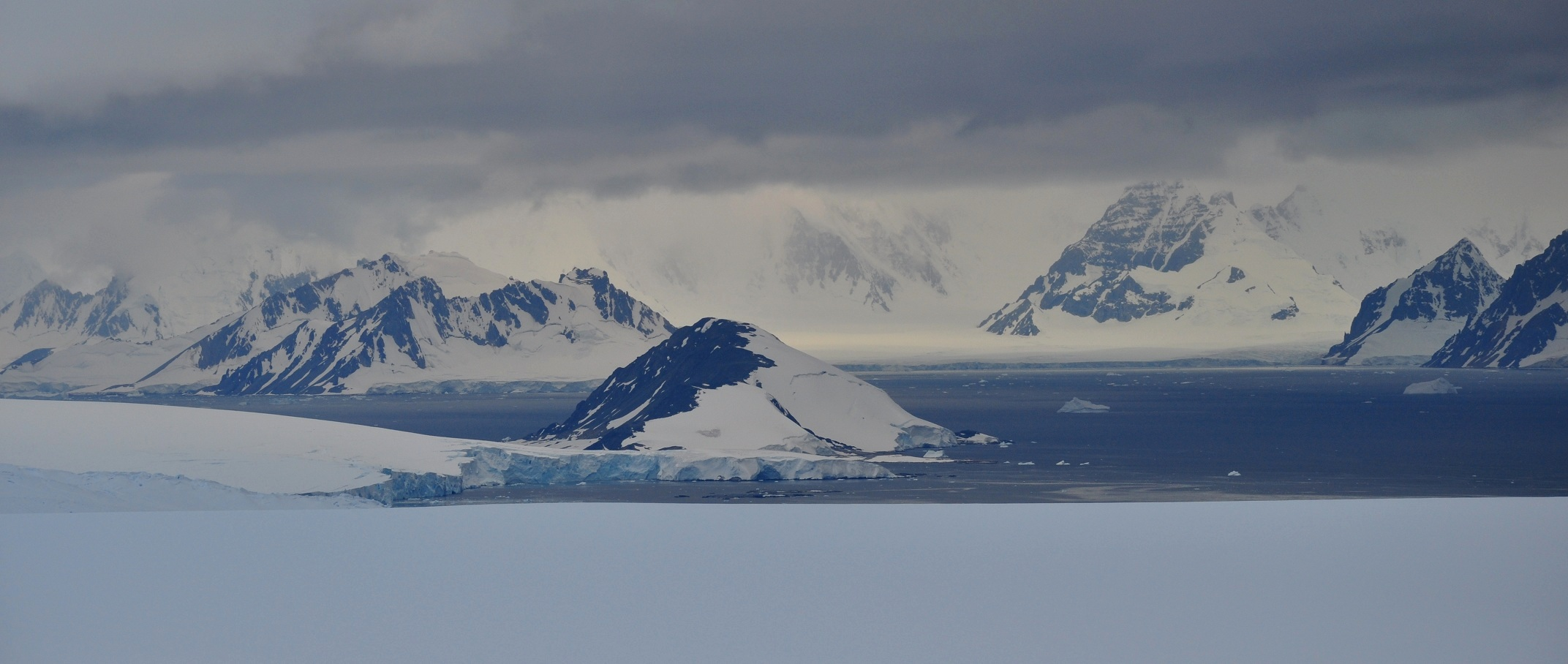
Paisaje típico de la zona de la Península Antártica, con fiordos, altas montañas costeras e islas.

La Antártida occidental es la parte más pequeña del continente, (50 ° - 180 ° W), dividida en:

### Áreas
- Península Antártica (55 ° - 75 ° W)
  - Tierra de Graham
  - Tierra de Palmer
- Tierra de la Reina Isabel (20 ° W - 80 ° W)
- Tierra de Ellsworth (79 ° 45 '- 103 ° 24'W)
  - Costa English
  - Costa Bryan
  - Costa Eights
- Tierra de Marie Byrd (103 ° 24 '- 158 ° W)
  - Costa Walgreen
  - Costa Bakutis
  - Costa Hobbs
  - Costa Ruppert
  - Costa Saunders
- Tierra del Rey Eduardo VII (166 ° E - 155 ° W)
  - Costa Shirase

### Mares
- Mar del Scotia (26 ° 30 '- 65 ° W)
- Mar de Weddell (57 ° 18 '- 102 ° 20'W)
- Mar de Bellingshausen (57 ° 18 '- 102 ° 20'W)
- Mar de Amundsen (102 ° 20 ′ - 126 ° W)

### Barreras de hielo
Las barreras de hielo más grandes son:
- Barrera de hielo Filchner-Ronne (30 ° - 83 ° W)
- Barrera de hielo Larsen
- Barrera de hielo Abbot (89 ° 35 '- 103 ° W)
- Barrera de hielo Getz (114 ° 30 '- 136 ° W)
- Bahía Sulzberger
- Barrera de hielo de Ross (166 ° E - 155 ° W)

Para todas las plataformas de hielo, consulte la lista de barreras de hielo de la Antártida.

### Islas
Para obtener una lista de todas las islas antárticas, consulte la lista de islas antárticas y subantárticas.

## Antártida oriental

Antártida oriental a la derecha.

La Antártida oriental es la parte más grande del continente (50 ° W - 180 ° E). Tanto el Polo Sur Magnético como el Polo Sur geográfico se encuentran aquí. Está dividida en:

### Áreas
- Tierra de Coats (20 ° - 36 ° W)
- Tierra de la Reina Maud (20 ° W - 45 ° E)
  - Costa de la Princesa Marta
  - Costa de la Princesa Astrid
  - Costa de la Princesa Ragnhild
  - Costa del Príncipe Harald
  - Costa del Príncipe Olaf
- Tierra de Enderby (44 ° 38 '- 56 ° 25'E)
- Tierra de Kemp (56 ° 25 '- 59 ° 34'E)
- Tierra de Mac. Robertson (59 ° 34 '- 73 ° E)
- Tierra de la Princesa Isabel (73 ° - 87 ° 43'E)
- Tierra de Guillermo II (87 ° 43 '- 91 ° 54'E)
- Tierra de la Reina Mary (91 ° 54 '- 100 ° 30'E)
- Tierra de Wilkes (100 ° 31 '- 136 ° 11'E)
- Tierra Adelia (136 ° 11 ′ - 142 ° 02′E)
- Tierra de Jorge V (142 ° 02 '- 153 ° 45'E)
  - Costa de Jorge V
  - Fosa subglacial Zélée
- Tierra de Oates (153 ° 45 '- 160 ° E)
- Tierra de Victoria (70 ° 30 '- 78 °' S)

### Mares
- Mar de Weddell (57 ° 18 '- 102 ° 20'W)
- Mar del Rey Haakon VII (20 ° W - 45 ° E)
- Mar de Davis (82 ° - 96 ° E)
- Mar de Mawson (95 ° 45 '- 113 ° E)
- Mar de D'Urville (140 ° E)
- Mar de Ross (166 ° E - 155 ° W)
- Mar de Bellingshausen (57 ° 18 '- 102 ° 20'W)
- Mar del Scotia (26 ° 30 '- 65 ° W)

### Barreras de hielo
Las barreras de hielo más grandes son:
- Barrera de hielo Riiser-Larsen
- Barrera de hielo Ekstrom
- Barrera de hielo Amery
- Barrera de hielo occidental
- Barrera de hielo Shackleton
- Barrera de hielo Voyeykov

Para todas las plataformas de hielo, consulte la Lista de Bs de hielo de la Antártida .

### Islas
Para obtener una lista de todas las islas antárticas, consulte la lista de islas antárticas y subantárticas.

## Reclamaciones territoriales
Siete naciones han hecho reclamos territoriales oficiales en la Antártida.

## Dependencias y territorios
- Isla Bouvet
- Tierras Australes y Antárticas Francesas
- Islas Heard y McDonald
- Islas Georgias del Sur y Sandwich del Sur
- Isla Pedro I